# دير سينتجوثارد

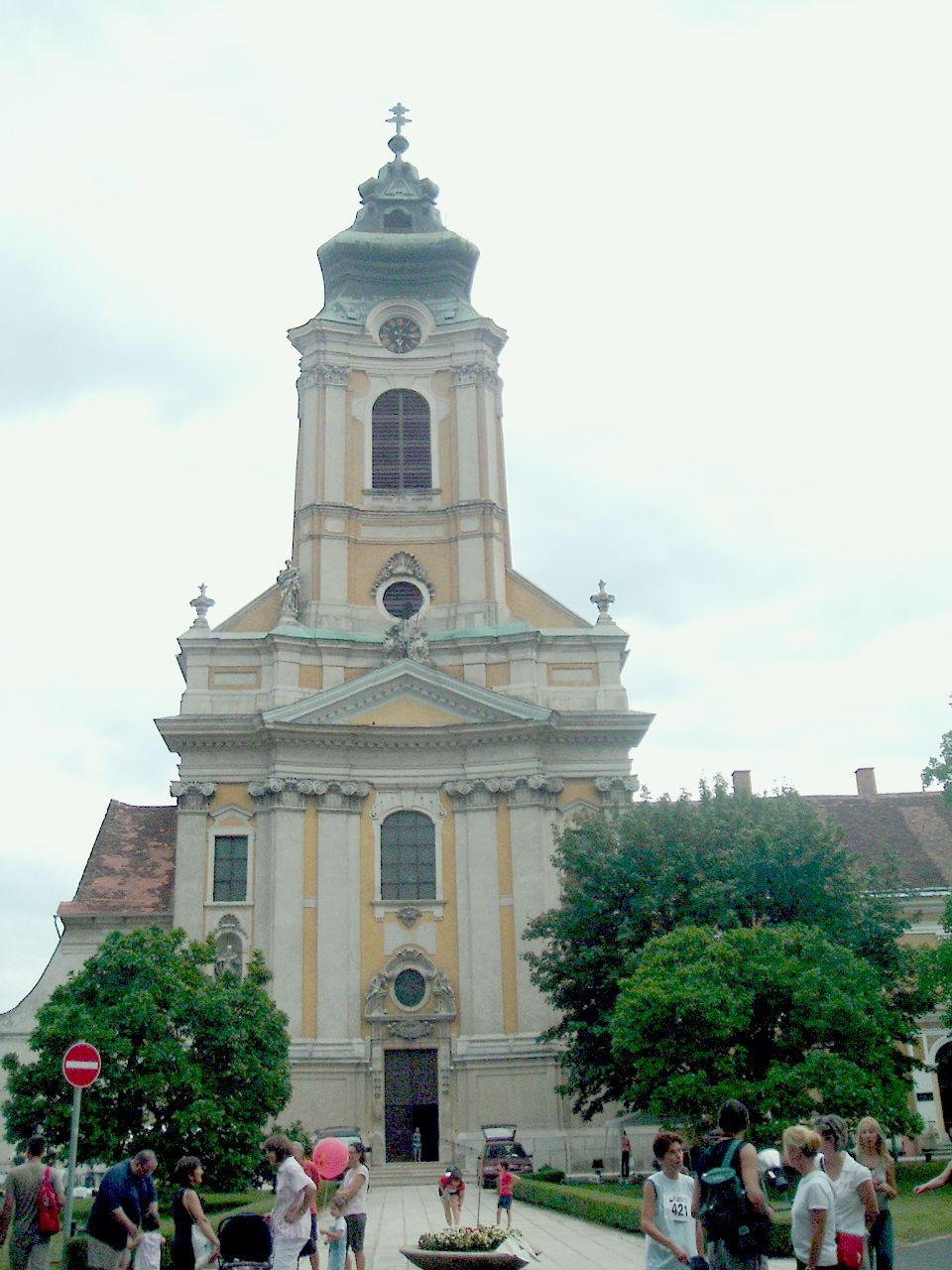
كنيسة الدير الباروكية

دير سينتغوتثارد أو سينتجوثارد  هو دير وكنيسة سيسترسية في مدينة سينتجوثارد في المجر وهي الآن كنيسة أبرشية رومانية كاثوليكية.
باللغة (بالمجرية: Szentgotthárdi ciszterci apátság) ; (بالألمانية: Kloster Sankt Gotthard) ; (باللاتينية: Abbatia Sancti Gotthardi,) (بالسلوفينية: Monoštrska cistercijanska opatija,) Prekmurje السلوفينية : Monošterski cistercijánski klošter )
تم بناء أول كنيسة ودير في سينتجوثارد عام 1183 وتم هدمها في عام 1604. تم بناء الكنيسة الثانية في منتصف القرن السابع عشر، لكنها توقفت بعد 100 عام. تم بناء الكنيسة الثالثة الحالية عام 1748 وما زالت قيد الاستخدام حتى يومنا هذا.

## تاريخ

### الكنيسة الأولى

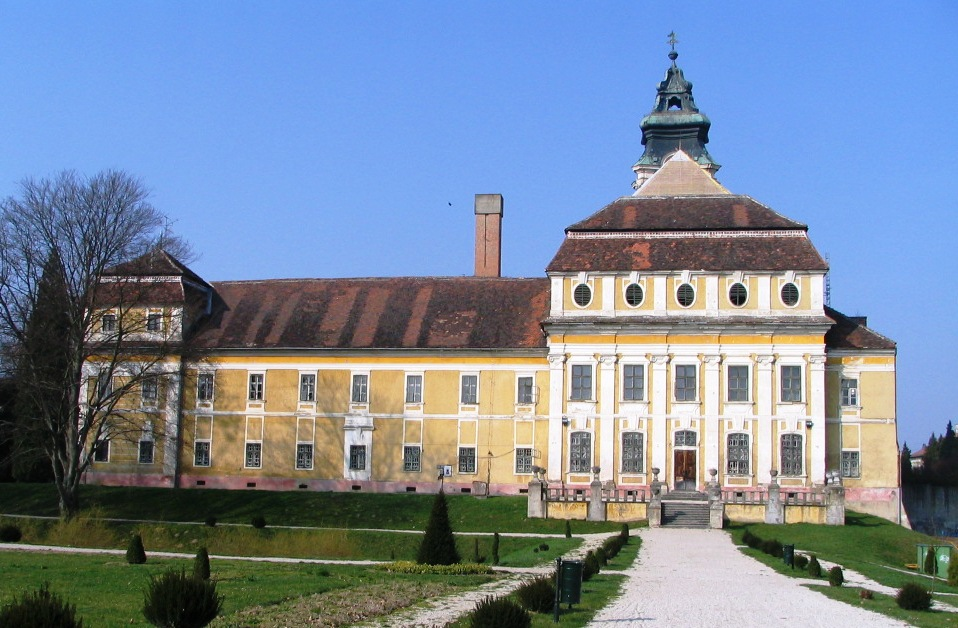
منظر آخر للدير

أسس الملك المجري بيلا الثالث في عام 1183 ديرًا تكريمًا للقديس جوتهارد عند ملتقى نهري رابا ولابينكس . ارسلت فرنسا إلى المجر اثنا عشر راهبًا سيسترسيًا من دير تروا فونتين لتوظيف دير سينتجوثارد الجديد. وأعرب الملك عن أمله في أن يقدم الرهبان المساعدة الفنية للمزارعين المحليين وأن ينشئوا أيضًا مستوطنات جديدة في المنطقة. إنشاء المستوطنات في هذه المنطقة الحدودية وإدخالها في التيار الرئيسي للبلاد.
بدأ الرهبان في بناء دير سينتجوثارد في عام 1184. مجمع المباني نفسه بأساساته 94 م في 44 م. وسرعان ما تم إنشاء قرى زراعية صغيرة حول الدير.

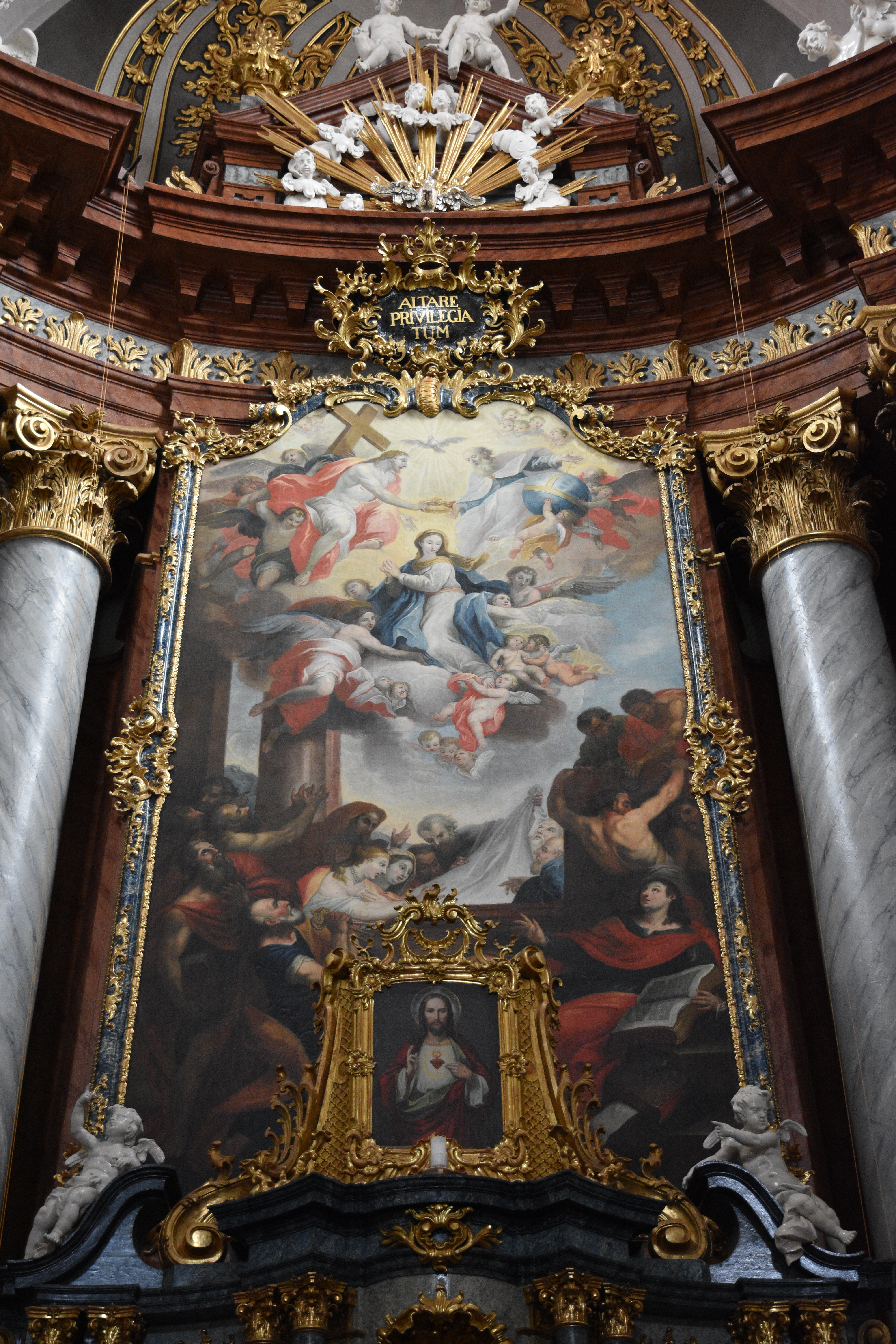
صعود السيدة العذراء مريم

## ملحوظات
1. ↑  Janauschek number 470

## روابط خارجية
- Cistercensi.info: Szentgotthard، مع العديد من الصور نسخة محفوظة 18 يوليو 2011 على موقع واي باك مشين.

- الموقع الإلكتروني للكنيسة الرعية http://szentgotthard.plebania.hu/
- المزيد من الصور : http://szentgotthard.plebania.hu/fotoalbum.html